# Îles Kerguelen
Pour les articles homonymes, voir Kerguelen et Ker.
« Îles de la Désolation » redirige ici. Pour l’article homophone, voir Île de la Désolation.
Ne doit pas être confondu avec Île Kerguelen (Loire).
Les îles Kerguelen,, l'archipel Kerguelen, l'archipel des Kerguelen, ou simplement les Kerguelen, parfois surnommées « îles de la Désolation » ou familièrement abrégées « Ker » par les habitués, sont un archipel français d'îles subantarctiques tout au sud de l'océan Indien. Elles constituent l'un des cinq districts des Terres australes et antarctiques françaises (TAAF).
Elles sont éloignées de plus de 3 245 km de Madagascar, terre à habitat permanent la plus proche. L'île principale, la Grande Terre, qui représente plus de 90 % de la surface, est la troisième plus grande île française (après la Grande Terre de la Nouvelle-Calédonie et la Corse). C'est également la plus grande de toutes les îles sub-antarctiques (devant la Malouine orientale).
Ces îles, d'origine volcanique, au relief montagneux, culminent à 1 850 m, au mont Ross. Les côtes, très découpées, sont entaillées de fjords profonds. L'intérieur des terres est parsemé de nombreux lacs et étangs. La région occidentale est surmontée par la calotte glaciaire Cook qui s'étend sur 400 km2.
Il y règne un climat froid mais non glacial (les températures moyennes d'été sont inférieures à 10 °C mais celles d'hiver sont supérieures à 0 °C), extrêmement venteux.
En 1772, Yves de Kerguelen et Louis de Saint-Aloüarn naviguent sur les mers australes, à bord de la Fortune et du Gros Ventre, à la découverte de nouvelles terres à revendiquer pour le compte de Louis XV.  Le 12 février 1772, les Français mettent pied à terre sur un archipel plutôt hostile   qui sera baptisé 4 ans plus tard les îles Kerguelen.  De Kerguelen prend le chemin du retour tandis que de Saint-Aloüarn continue sa route vers l’est. Le 17 mars 1772, son navire jette l’ancre dans une baie (baie Shark) d'un immense territoire qui se révélera être l'Australie, dont il prend possession au nom du roi. Cette acte ne sera pas officialisé car le navigateur décéde sur le chemin du retour.
Les îles Kerguelen sont longtemps restées, malgré quelques tentatives de colonisation, vierges d'habitants permanents. Jusqu'au début du XXe siècle, les chasseurs de phoques et de baleines ont fréquenté l'archipel et en ont exploité la faune (il n'y avait, hors les mammifères marins, pas de faune mammalienne indigène dans l'archipel). Les populations animales se sont aujourd'hui reconstituées et les côtes accueillent à nouveau de nombreuses colonies de reproduction d'oiseaux et de mammifères marins. Néanmoins, les écosystèmes doivent subir le développement d'espèces introduites volontairement ou involontairement par l'être humain. Les îles et les eaux territoriales sont pour l'essentiel classées en réserve naturelle. La zone économique exclusive est l'une des zones de pêche de la légine.
Depuis 1950, la France assure le fonctionnement continu de la station de Port-aux-Français, base logistique, technique et scientifique où se relayent régulièrement quarante-cinq à cent personnes. C'est donc, en 2025, la 75e mission en cours sur l'archipel.

## Toponymie
Le découvreur des îles, Yves Joseph de Kerguelen de Trémarec, croyant découvrir un continent, baptise en 1772 cette terre « France australe ». Quatre ans plus tard, le capitaine James Cook montre qu'il s'agit d'un ensemble d'îles et leur attribue le nom de leur découvreur. Les îles Kerguelen sont parfois également désignées officiellement par l'appellation « archipel Kerguelen ». Plus couramment, on parle simplement de « Kerguelen » voire, en langage taafien, de « Ker ».
L'archipel, inhabité lors de sa découverte en 1772, reste sans population permanente depuis, exception faite d'une tentative d'installation d'une ferme, quelques occupations ponctuelles pour des activités baleinières, et depuis les années 1950, une présence scientifique française et la création d'une base permanente. La toponymie de l'archipel lui a donc été donnée ex nihilo, par les différents explorateurs, des baleiniers ou phoquiers ayant fréquenté ses eaux et ses mouillages puis au XXe siècle, puis une fois la possession française de l'archipel réaffirmée, par quelques institutions françaises.
Selon l'historienne Gracie Delépine, les toponymes de l'archipel des Kerguelen sont « les témoins, à la fois de la découverte faite progressivement par les Européens, en même temps que de la civilisation intellectuelle de ces mêmes Européens. Les toponymes ont été laissés sur l'archipel, depuis la découverte en 1772 jusqu'à aujourd'hui, par les explorateurs, chasseurs, pêcheurs, savants, marines nationales de tous pays : il y en a plus de mille. De plus, ils donnent un portrait géographique des îles, de même qu'une description zoologique et botanique : ils en font l'histoire naturelle ».
Les noms que l'on trouve sur l'archipel ont principalement été donnés lors :
- des deux expéditions d'Yves Joseph de Kerguelen de Trémarec (1772 et 1773) ;
- du passage de James Cook (1776) ;
- des séjours de baleiniers et de phoquiers à la fin du XVIIIe siècle et au cours du XIXe siècle principalement au travers de la carte de Rhodes (1799) et la carte de Nunn (1850) ;
- des deux séjours de Raymond Rallier du Baty (1908-1909 puis 1913-1914), première toponymie officielle ;
- des opérations de la Commission de toponymie (de 1966 à 1971).

## Géographie
| OCÉAN INDIEN Golfe Choiseul Golfe des Baleiniers Golfe du Morbihan Lac · Marville Péninsule Courbet Péninsule Rallier du Baty Péninsule Loranchet Péninsule Gallieni Presqu'île Jeanne d'Arc Presqu'île · Joffre Plateau · central île Foch île de l'Ouest îles Leygues îles Nuageuses 1 850 m Mont Ross 979 m Mont · Crozier 1 049 m Glacier Cook Port-aux-Français Molloy Port-Douzième Port-Jeanne-d'Arc Port-Couvreux Port-Christmas Port-Bizet Armor Baie de l'Obs. |

| OCÉAN INDIEN Golfe Choiseul Golfe des Baleiniers Golfe du Morbihan Lac · Marville Péninsule Courbet Péninsule Rallier du Baty Péninsule Loranchet Péninsule Gallieni Presqu'île Jeanne d'Arc Presqu'île · Joffre Plateau · central île Foch île de l'Ouest îles Leygues îles Nuageuses 1 850 m Mont Ross 979 m Mont · Crozier 1 049 m Glacier Cook Port-aux-Français Molloy Port-Douzième Port-Jeanne-d'Arc Port-Couvreux Port-Christmas Port-Bizet Armor Baie de l'Obs. |

### Situation
L'archipel se situe sur le plateau sous-marin de Kerguelen, dont il constitue un des sommets émergés, avec les îles Heard-et-MacDonald. Il se trouve à une distance d'environ :
- 1 950 km des côtes de l'Antarctique qui est au sud ;
- 3 245 km de Madagascar située au nord-ouest ;
- 3 248 km de La Réunion qui est au nord-nord-ouest ;
- 3 900 km de l'Afrique continentale à l'ouest-nord-ouest ;
- 3 985 km de l'Australie (continent) à l'est.

Les terres les plus proches sont :
- les îles Heard-et-MacDonald (Australie, inhabitées) à 470 km au sud-est ;
- les îles Saint-Paul et Amsterdam (France, vingt hivernants) à 1 405 km au nord-est ;
- l'archipel Crozet (France, vingt-quatre hivernants) à 1 405 km à l'ouest.

On trouve plus à l'ouest encore les îles du Prince-Édouard (Afrique du Sud).
Malgré ce que pourrait laisser penser son climat froid, l'archipel est relativement éloigné des régions polaires. En fait, les îles Kerguelen se situent dans une bande de latitude (australe) comparable à la Haute-Normandie dans l'hémisphère nord : ainsi Port-aux-Français est aussi éloigné du pôle Sud que Rouen l'est du pôle Nord.

### Topographie
L'archipel, d'une superficie d'environ 7 215 km2, est constitué d'une île principale, la Grande Terre entourée de plus de trois cents îles et îlots satellites. La plupart sont très proches de l'île principale (souvent quelques centaines de mètres, parfois moins), si l'on excepte les groupes plus éloignés des îles Nuageuses et des îles Leygues au nord et quelques îlots au sud. Les côtes sont dans leur ensemble extrêmement découpées avec quelques grands golfes (du Morbihan, des Baleiniers, Choiseul, baie d'Audierne) et de nombreuses baies secondaires ainsi que de longs fjords (Bossière, Larose, des Portes Noires). Elles se développent sur une longueur d'environ 2 800 km. Le point culminant de l'archipel est le volcan, non actif, du mont Ross avec une altitude de 1 850 m. La zone économique exclusive (ZEE normalement fixée à 200 milles des côtes) a été étendue à 350 milles en 2015 après l'avis favorable de l'Organisation des Nations unies.
La Grande Terre, avec ses 6 675 km2 (soit les trois-quarts de la Corse), représente 92 % de la superficie totale de l'archipel et s'étend sur environ 150 km d'ouest en est et sur 120 km du nord au sud.
Elle est couverte, au centre-ouest, par la calotte glaciaire Cook d'une superficie d'environ 400 km2 qui culmine au Dôme à près de 1 050 m d'altitude. Plus d'une vingtaine de glaciers, plus ou moins bien individualisés s'en écoulent dont les principaux sont, dans le sens des aiguilles d'une montre : les glaciers Agassiz, de Chamonix, Dumont d'Urville, Vallot, Naumann, de l'Explorateur, Ampère, Lavoisier, Descartes, Pierre Curie, Pasteur-Mariette.
La Grande Terre présente de nombreux diverticules dont les principaux sont :
- au sud, le massif Gallieni, dominé par le mont Ross et au nord le massif de la Société de géographie ;
- à l'est, la péninsule Courbet reliée à la Grande Terre par le plateau Armengaud ;
- au sud-est, la presqu'île Jeanne d'Arc reliée à la Grande Terre par le halage des Swains et elle-même reliée à la presqu'île Ronarc'h par le halage des Naufragés ;
- au sud-ouest, la péninsule Rallier du Baty dont l'arête sommitale atteint 1 200 m ;
- au nord-ouest, la péninsule Loranchet reliée à la Grande Terre par la vallée Ring et qui s'étend vers le nord jusqu'au cap d'Estaing ;
- dans le centre-nord, la presqu'île Joffre reliée à la Grande Terre par le halage de la baie de la Baleine.

Parmi les autres îles, la plus grande est l'île Foch (centre-nord) qui couvre plus de 200 km2 et qui est séparée de la Grande Terre par le détroit de Tucker.
D'autres îles peuvent être signalées :
- l'île Saint-Lanne Gramont, les îles Howe et Mac Murdo séparées de l'île Foch par le canal Aldrich ;
- l'île du Roland et l'île de Croÿ dans le groupe des îles Nuageuses au nord-ouest, séparées de l'archipel par le chenal du Jean-Baptiste Charcot ;
- l'île de Castries dans le groupe des îles Leygues séparées de l'île Howe par la passe de la Résolution ;
- l'île du Port et la presqu'île Bouquet de la Grye dans le golfe des Baleiniers ;
- l'île Longue, l'île Australia, l'île Haute, l'île aux Cochons, ainsi qu'un très grand nombre de petites îles et îlots dans le golfe du Morbihan ;
- au sud, l'île Gaby, l'île Altazin dans la baie des Swains et les îles du Prince-de-Monaco en prolongement de la presqu'île La Bourdonnais ;
- l'île de l'Ouest sur la côte occidentale séparée de la Grande Terre par le détroit de la Marianne ;
- l'îlot Solitaire, à une cinquantaine de kilomètres au sud-ouest de la Grande Terre, au-dessus du 50e parallèle. C'est le rocher le plus occidental de l'archipel et le second le plus austral ;
- les îles de Boynes, au sud, sous le 50e parallèle, îles les plus méridionales de l'archipel et hors terre Adélie, la terre française la plus méridionale.

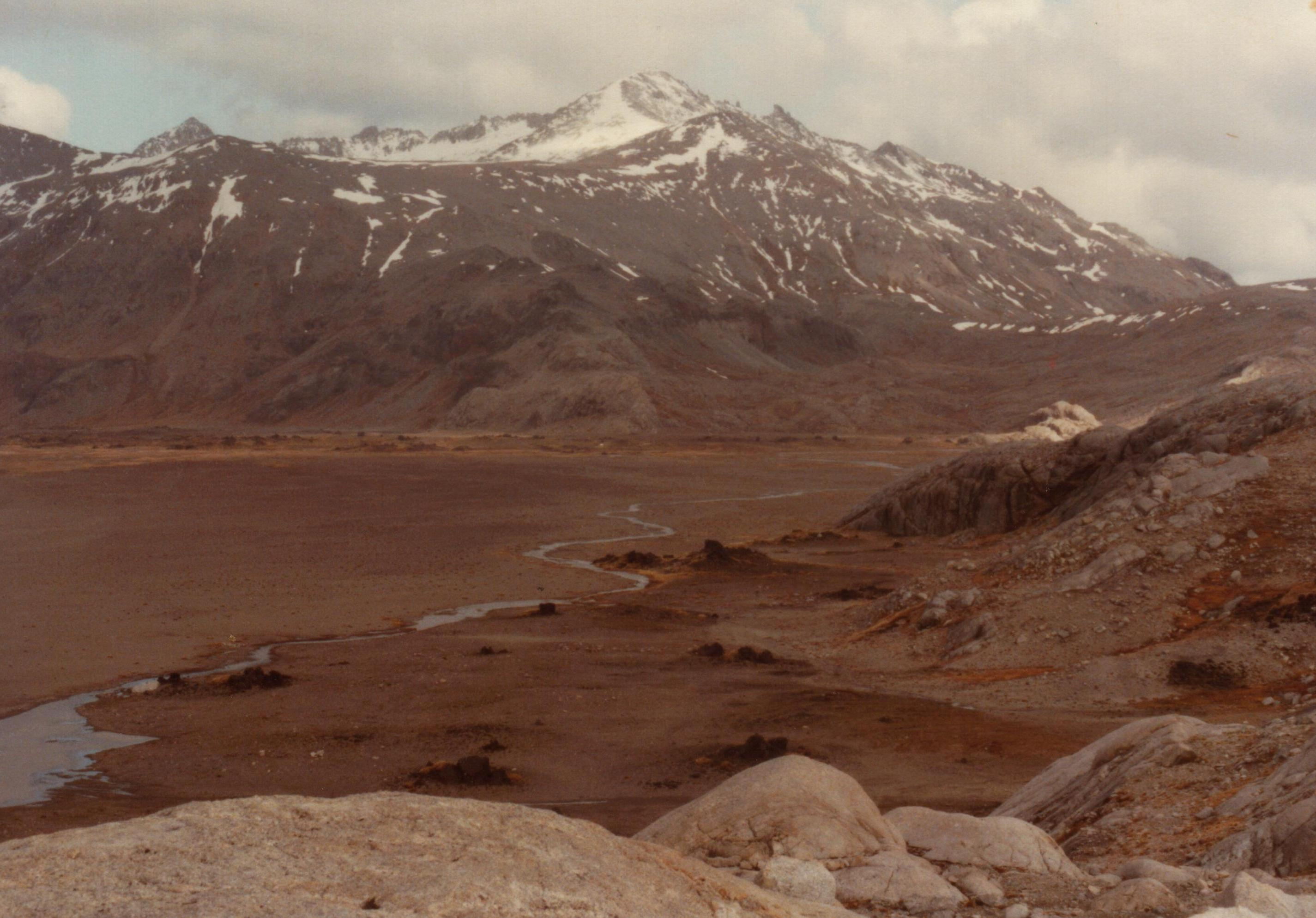
Paysage de la péninsule Rallier du Baty.
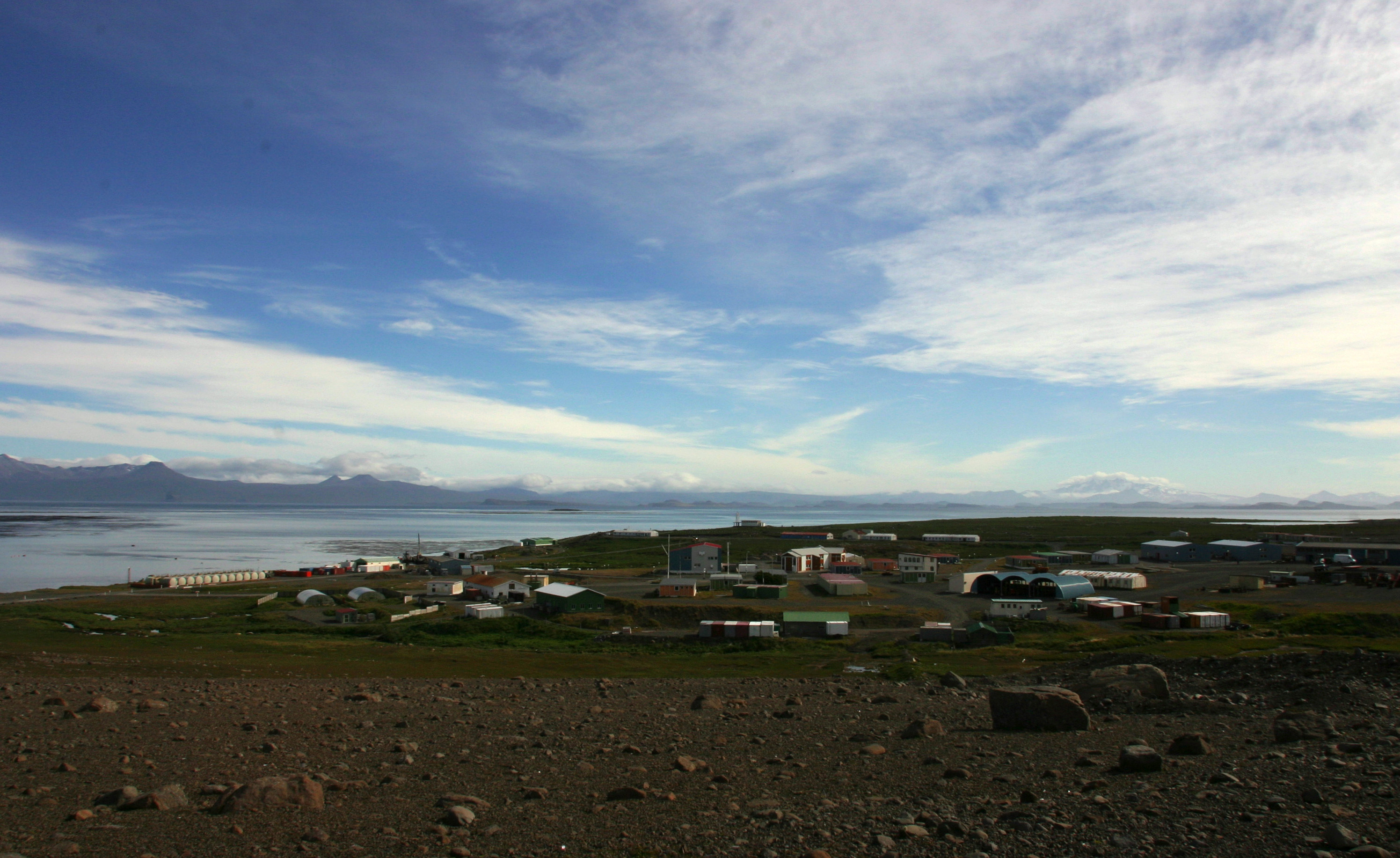
Port-aux-Français dans le golfe du Morbihan.
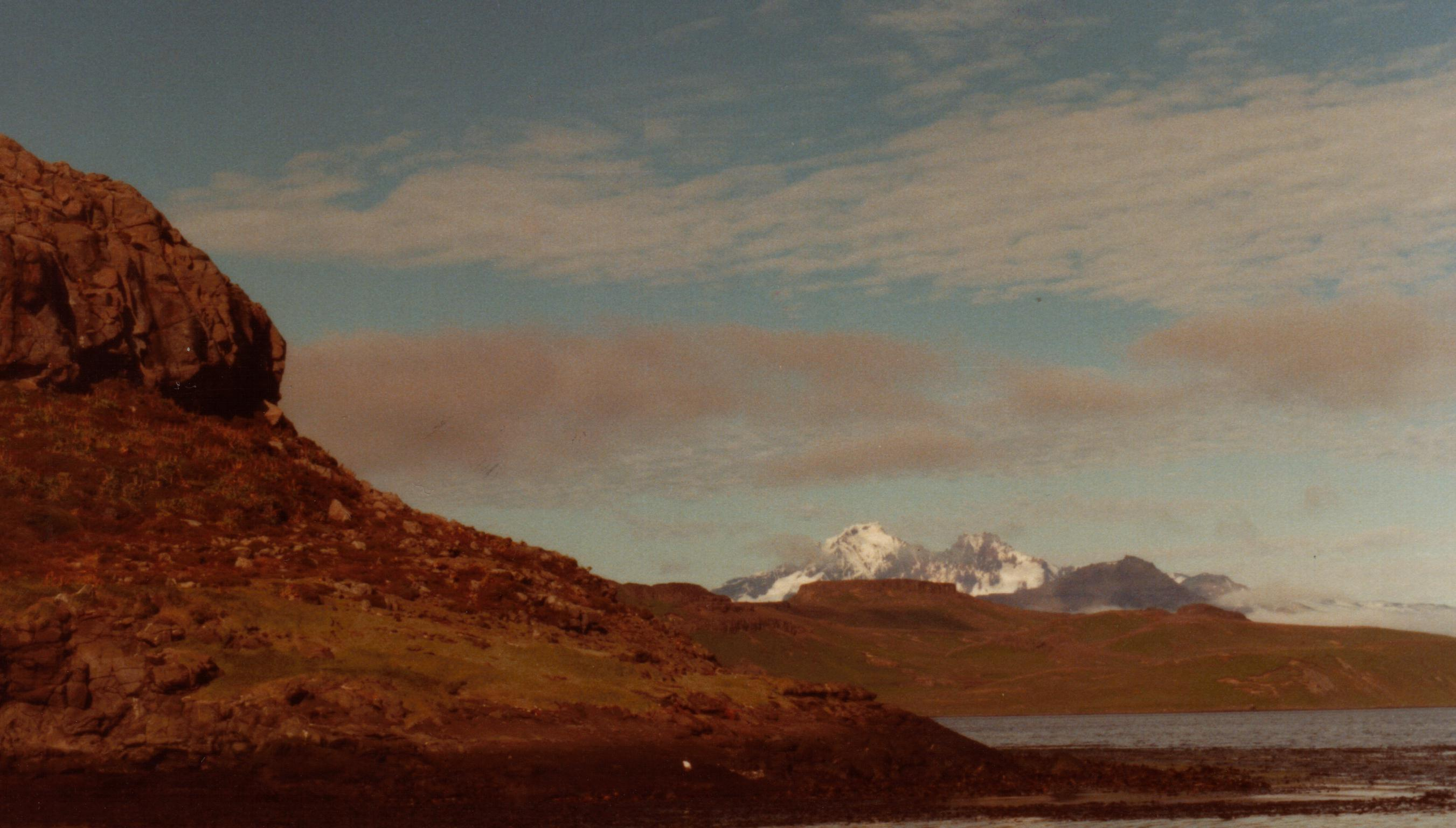
Le mont Ross vue du golfe du Morbihan.

### Géologie

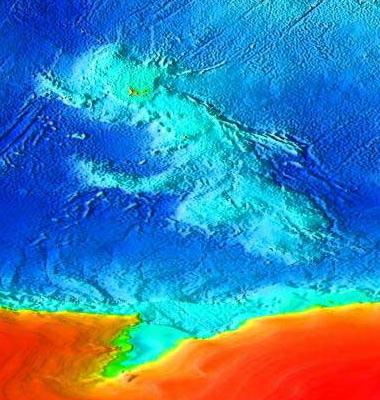
Le plateau des Kerguelen : un petit « continent » immergé.

Carte géologique simplifiée de l'archipel Kerguelen.

L'archipel constitue une des parties émergées du plateau sous-marin de Kerguelen-Heard, un plateau océanique situé sur la plaque antarctique,, qui couvre près de 2,2 millions de km2 et qui possède un homologue, Broken Ridge, situé symétriquement par rapport à l'axe de la dorsale est-indienne.
La majeure partie des formes géologiques visibles sur l'archipel sont caractéristiques d'un volcanisme effusif de type trappéen dont la mise en place au-dessus du niveau de l'océan a débuté il y a 35 millions d'années. L'accumulation est considérable : les coulées basaltiques épaisses chacune de 3 à 10 mètres se superposent parfois sur plus de 1 200 mètres. Ce type de volcanisme donne un relief monumental en forme d'escaliers ou de pyramides.
Localement d'autres formes volcaniques sont présentes, notamment le volcan strombolien que constitue le mont Ross ou le complexe volcano-plutonique de la péninsule Rallier du Baty. Les injections et extrusions de laves différenciées (trachytes, trachy-phonolites, phonolites) sont également fréquentes un peu partout. Aucune activité éruptive n'a été observée historiquement mais des fumerolles sont toujours actives dans le sud-ouest de la Grande Terre et quelques sources d'eau chaude sont présentes.
L'équipage de Ross trouva un gisement de houille dans la zone de la baie de Cumberland (actuelle baie de Recques). Quelques niveaux à lignites se trouvent interstratifiés dans les coulées de basaltes et recèlent des fossiles d'araucariacées datés d'environ 14 millions d'années.
Enfin, les glaciations ont provoqué des phénomènes d'enfoncement et de basculement à l'origine des golfes marins du nord et de l'est de l'archipel. L'érosion fluvio-glaciaire très active a modelé les vallées et les fjords et permis également la formation de complexes détritiques à conglomérats et la constitution de la plaine de la péninsule Courbet.

### Climat
L'archipel connaît un climat océanique froid mais non glacial. Il est balayé en permanence par des vents forts. Il est fortement soumis au réchauffement climatique, la calotte glaciaire Cook a ainsi perdu 22 % de sa surface entre 1963 et 2003 tandis que la température moyenne augmentait de 1,3 °C. Ce réchauffement se poursuit depuis.
La dénomination du climat de l'archipel varie selon les classifications :
- la classification de Köppen considère que l'archipel des Kerguelen est soumis à un climat polaire de type « ET » (climat de toundra) car l'été est peu marqué et la température du mois le plus chaud est comprise entre 0 °C et 10 °C.
- la classification de Troll et Paffen, considère elle que l'archipel est soumis à un type subpolaire océanique[17], froid et extrêmement venteux.

Des conditions sensiblement comparables peuvent se rencontrer en Patagonie chilienne ou en Islande, et bien sûr dans d'autres îles subantarctiques (archipel des Crozet, îles Malouines, etc.).
Toutes les données météorologiques concernent la station de Port-aux-Français dont la position d'un point de vue climatique est l'une des plus favorables de l'île, car située sur la côte sous le vent au bord d'un golfe abrité.
La température moyenne annuelle y est de 4,9 °C avec une amplitude faible d'environ 6 °C, les mois les plus chauds étant ceux de janvier et février avec une moyenne de 7,8 à 8,2 °C et le mois le plus froid celui d'août avec 2,1 °C. Les maxima absolus relevés dépassent rarement les 20 °C, tandis qu'à l'autre extrême aucune température inférieure à −10 °C au niveau de la mer n'a été constatée.
Le record de chaleur est de 23,1 °C en avril et le record de froid est de −9,5 °C atteint le 11 août 2014.
Les précipitations sont fréquentes, et peuvent se produire sous forme de pluie comme de neige, tout au long de l'année. La hauteur annuelle moyenne à Port-aux-Français est cependant modeste et n'atteint que 708 mm, mais sur la côte ouest à l'opposé, on estime qu'il tomberait trois fois plus d'eau.
| Mois                                             | jan.            | fév.          | mars            | avril           | mai             | juin            | jui.            | août            | sep.            | oct.            | nov.            | déc.            | année     |
| ------------------------------------------------ | --------------- | ------------- | --------------- | --------------- | --------------- | --------------- | --------------- | --------------- | --------------- | --------------- | --------------- | --------------- | --------- |
| Température minimale moyenne (°C)                | 4,7             | 4,9           | 4,2             | 3               | 1,2             | 0,1             | −0,5            | −0,4            | −0,2            | 0,7             | 1,9             | 3,6             | 1,9       |
| Température moyenne (°C)                         | 8,4             | 8,6           | 7,9             | 6,3             | 4               | 2,8             | 2,2             | 2,4             | 2,9             | 4,1             | 5,4             | 7,2             | 5,2       |
| Température maximale moyenne (°C)                | 12,2            | 12,3          | 11,5            | 9,7             | 6,9             | 5,6             | 5               | 5,2             | 5,9             | 7,4             | 9               | 10,9            | 8,5       |
| Record de froid (°C) date du record              | −1,5 16/01/2006 | −1 24/02/1973 | −2,2 20/03/2021 | −4,4 29/04/1965 | −7,2 23/05/1966 | −8,5 14/06/1971 | −8,9 07/07/1964 | −9,5 11/08/2014 | −7,6 21/09/1997 | −5,1 01/10/1963 | −4,4 05/11/1963 | −3,3 21/12/1965 | −9,5 2014 |
| Record de chaleur (°C) date du record            | 25,8 23/01/1994 | 24 21/02/2023 | 22,3 02/03/1994 | 23,1 07/04/1985 | 16,8 18/05/1984 | 14,5 03/06/1969 | 13,2 16/07/2000 | 15 31/08/1951   | 15,8 09/09/2008 | 19,1 29/10/1987 | 19,9 19/11/2002 | 22,1 19/12/1952 | 25,8 1994 |
| Ensoleillement (h)                               | 187,2           | 158,4         | 145,6           | 114,5           | 95,3            | 74,7            | 85,8            | 106,5           | 128,2           | 153,4           | 166,6           | 182,3           | 1 598,3   |
| Précipitations (mm)                              | 52,2            | 44,4          | 59              | 64,2            | 70,4            | 69,1            | 69,4            | 60,7            | 56,3            | 46,1            | 50,7            | 51,8            | 694,3     |
| dont nombre de jours avec précipitations ≥ 1 mm  | 7,7             | 7,1           | 9               | 9,5             | 11,8            | 10,5            | 11,9            | 9,5             | 8,9             | 7,9             | 8,2             | 8,9             | 111       |
| dont nombre de jours avec précipitations ≥ 5 mm  | 2,9             | 2,4           | 3,4             | 3               | 4,4             | 4               | 4,4             | 3,6             | 3,3             | 2,8             | 3               | 3               | 40,3      |
| dont nombre de jours avec précipitations ≥ 10 mm | 1,5             | 1,1           | 1,6             | 1,7             | 2,1             | 1,8             | 2,2             | 1,6             | 1,6             | 1,3             | 1,3             | 1,6             | 19,4      |

Les montagnes sont donc fréquemment couvertes de neige mais peuvent s'en dégarnir rapidement et fortement avec la pluie. Il existe plusieurs glaciers permanents marqués depuis plusieurs décennies par un net recul et pour les plus petits d'entre eux par une disparition complète.
Le vent d'ouest, qu'aucune végétation ne coupe, souffle quasi continuellement à une moyenne de 35 km/h, l'archipel se trouvant dans les « quarantièmes rugissants ». Les vents de 150 km/h sont courants et atteignent parfois 200 km/h.
Des hauteurs de houle de douze à quinze mètres sont courantes, mais l'archipel offre aux bateaux de nombreux abris protégés (dont l'historique Port-Christmas à la pointe nord-ouest).

### Hydrologie

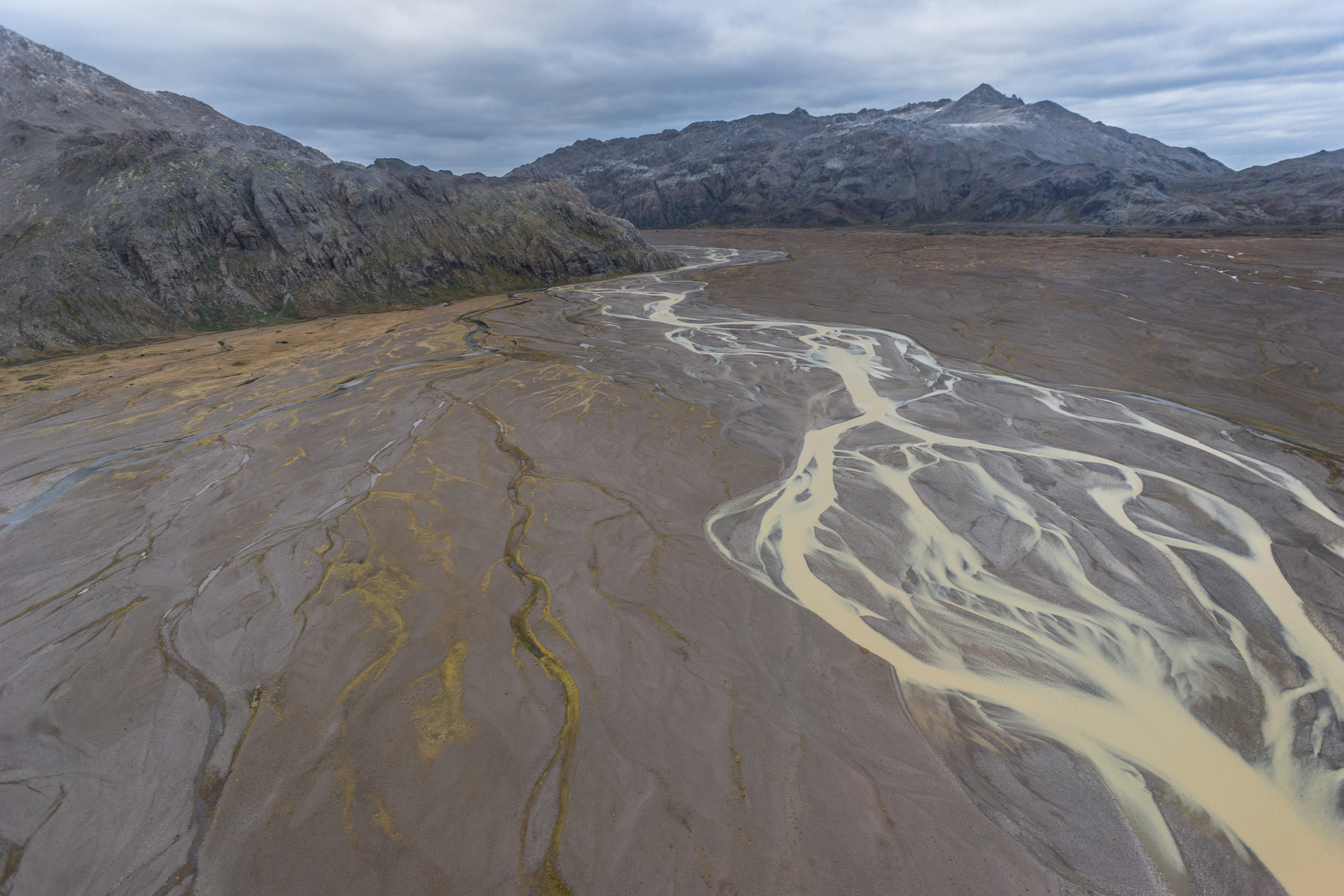
Chenaux anastomosés dans la vallée de Larmor dans la péninsule Rallier du Baty.

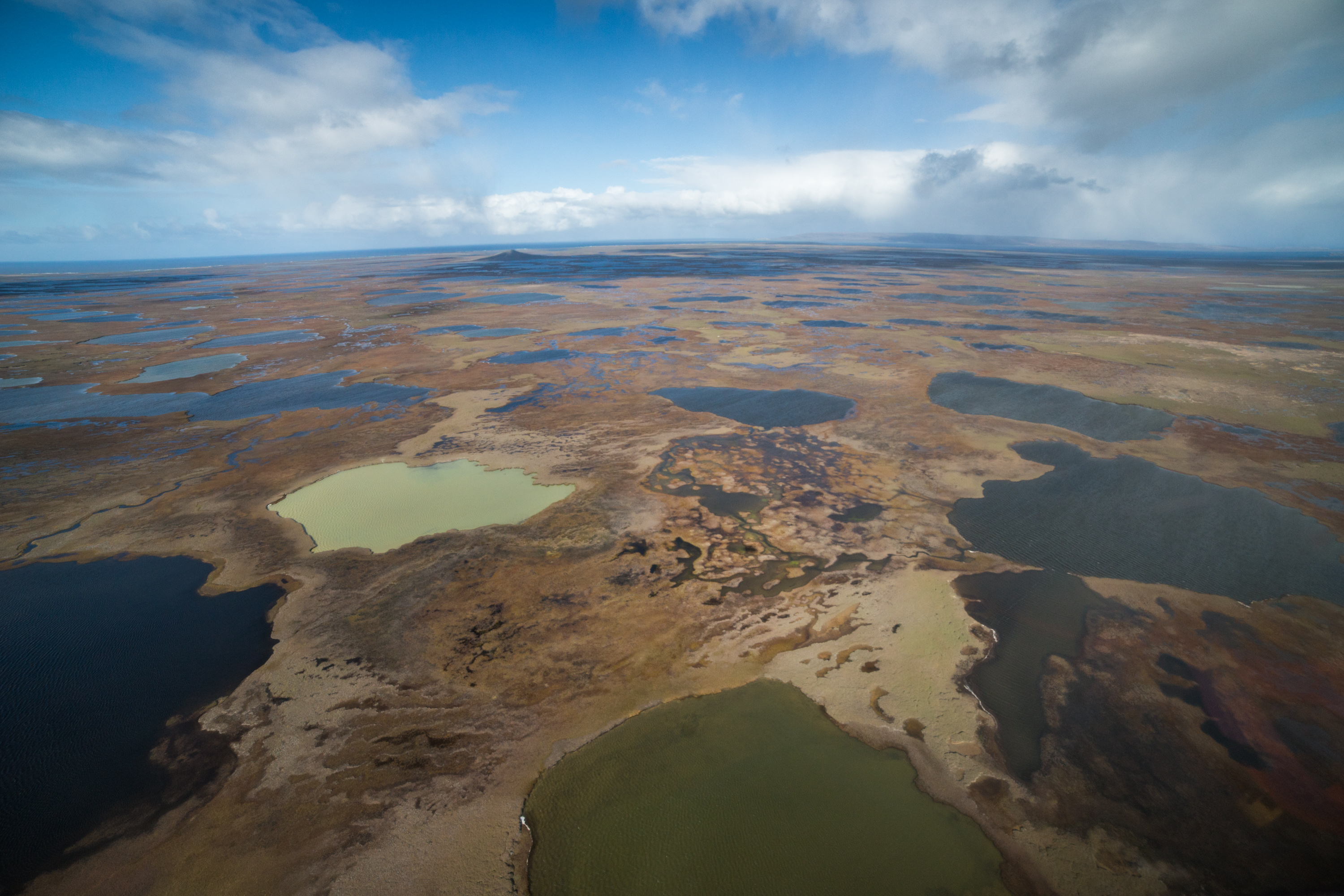
Étangs sur la péninsule Courbet.

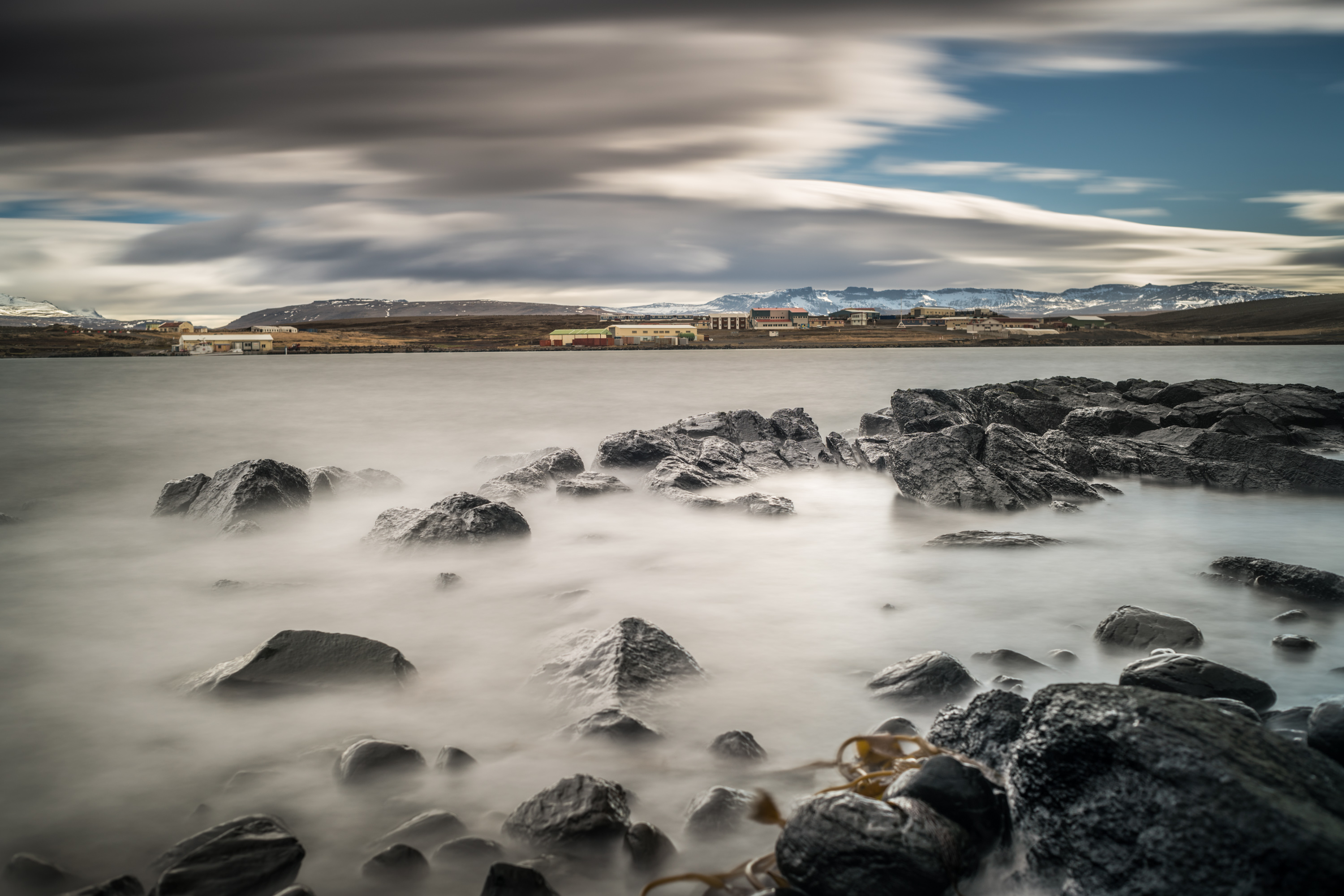
Port-aux-Français en 2018.

#### Cours d'eau
Les bassins versants des rivières sont réduits par la grande compartimentation de l'archipel. Les débits des rivières sont marqués par des régimes montagnards avec des crues fréquentes. L'été correspond à la période d'étiage sauf lorsque le débit est soutenu par la fonte d'un glacier.
Parmi les principaux cours d'eau de l'archipel on peut noter :
- l'Arve
- la rivière du Château
- la rivière de l'Est
- la rivière des Galets
- la rivière des Sables

#### Lacs
Lacs et étangs sont innombrables, plus d'une cinquantaine dépasse 1 km2. Les plus grands occupent des fossés tectoniques. Quelques-uns remplissent des dépressions situées derrière des barrages naturels : généralement des moraines voire des cordons littoraux ou encore des langues de glace. On connaît aussi quelques lacs de cratères volcaniques. Parmi ces lacs on en note huit de superficie supérieure à 5 km2.
Sur la péninsule Courbet :
- le lac Marville est une lagune de 25 km2 séparée de l'océan par un cordon littoral.

Sur le Plateau Central se trouvent :
- le lac d'Entr'Aigues de 8,3 km2,
- le lac d'Hermance de 5,6 km2,
- le lac Sibélius de 5 km2,

dans le centre-ouest :
- le lac Bontemps de 8,3 km2,
- le lac de Chamonix s'étend sur 5,6 km2,

dans la presqu'île Joffre :
- le lac d'Asté de 6,8 km2,

dans la péninsule Loranchet :
- le lac des Trois Cantons de 6,3 km2.

## Histoire

### Découverte de l'archipel en 1772
|                                                              |  |  |
| Yves de Kerguelen vers 1780 (g.) et James Cook (d.) en 1776. |  |  |

Inhabité, l'archipel est découvert dans le sud de l'océan Indien le 12 février 1772 par le navigateur français Yves Joseph de Kerguelen de Trémarec, sur la flûte La Fortune, qui l'aborde par le nord-ouest, puis se rapproche des îles de la Fortune (qui seront les premières terres approchées), mais ne peut accoster sur les terres principales en raison du mauvais temps. Il croit voir le continent austral et lui donne le nom de « France australe ». Le second de Kerguelen, Louis Aleno de Saint-Aloüarn, à bord de la gabare le Gros Ventre peut se rapprocher quarante lieues plus au sud dans l'anse du Lion-Marin. Il fait débarquer un officier pour la prise de possession du territoire au nom du roi de France le 13 février par l'enseigne de vaisseau Charles du Boisguehenneuc qui débarque sur la future plage de la Possession. Rentré en France, en quittant sans l'avertir le Gros Ventre, Kerguelen fait miroiter à Louis XV la possibilité qu'il s'agisse d'un nouveau continent austral, afin d'organiser une seconde expédition.
De retour dans l'archipel en décembre 1773, il entre dans la baie de l'Oiseau et envoie le 6 janvier 1774 son lieutenant Henri Pascal de Rochegude à terre y laisser un message dans une bouteille placée en évidence sur un rocher au fond de l'anse. La bouteille contient un document attestant la prise de possession au nom de la couronne française et les deux passages de navires français :

« Ludovico XV. galliarum rege, et d.* [omino] de Boynes regi a Secretis ad res maritimas annis 1772 et 1773. »

Quatre ans plus tard, James Cook aborde l'archipel le 25 décembre 1776 au nord-ouest également, jetant l'ancre dans la baie de l'Oiseau, et nomme le havre naturel Christmas Harbour avant de découvrir le message dans la bouteille, auquel il ajoute la mention de son propre accostage. De ce fait, James Cook valide l'antériorité de la découverte et de la possession françaises en proposant d'appeler cette île du nom de Kerguelen, alors qu'il avait aussi pensé au terme, approprié à ses yeux, d'« île de la Désolation ».

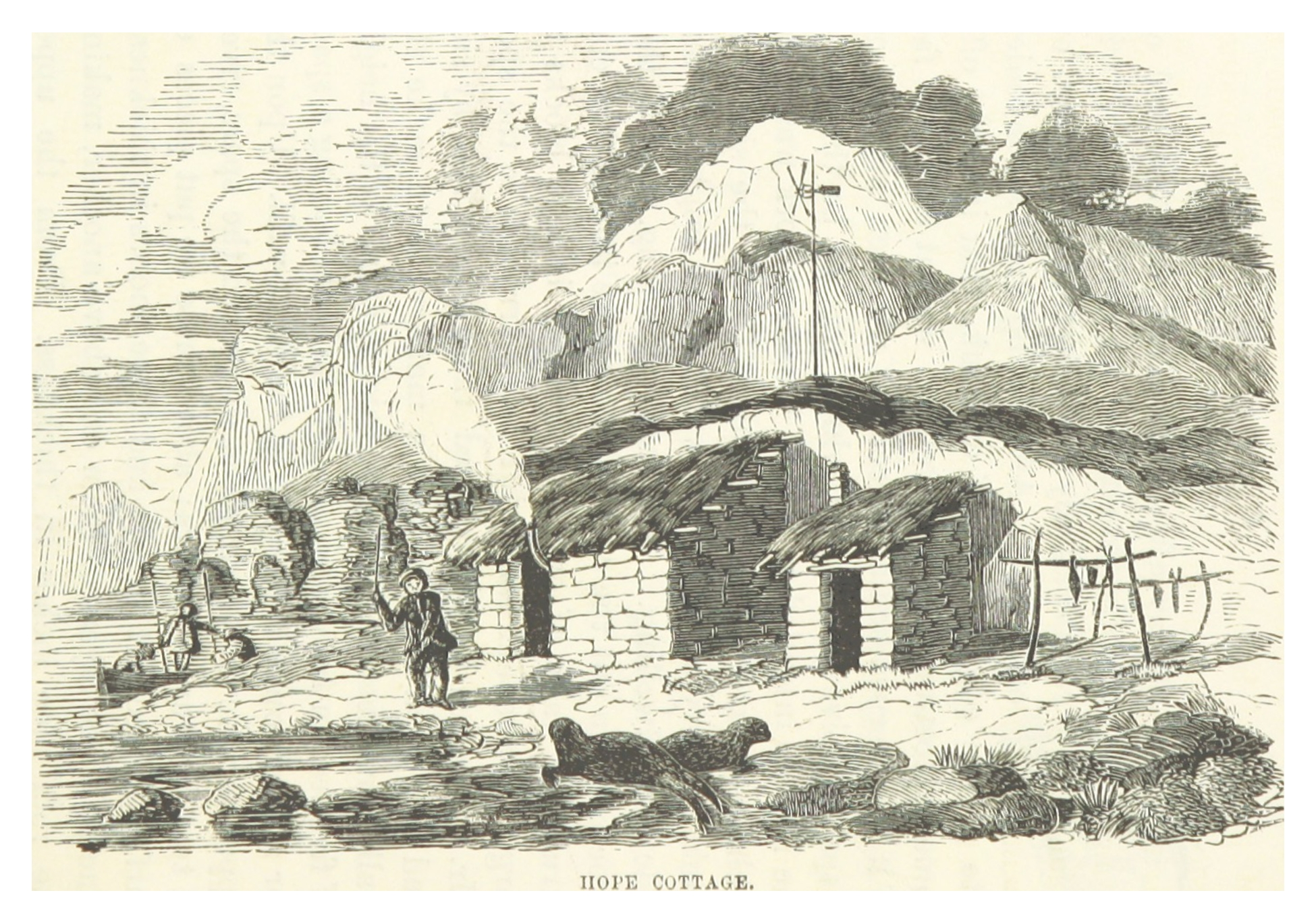
Hope Cottage de John Nunn à Pointe Charlotte.

Le marin britannique John Nunn fait naufrage sur l'archipel en août 1825. Nunn et ses trois équipiers restèrent bloqués sur l'île jusqu'à leur sauvetage en février 1827. L'archipel des Kerguelen est tout au long du XIXe siècle une halte pour de nombreux navires baleiniers et phoquiers, principalement américains et britanniques, lors de leurs campagnes dans les mers du Sud.
Le 11 mars 1859, James Kerguelen Robinson naît aux Kerguelen, alors que ses parents, originaires de Tasmanie, sont en expédition de chasse au phoque. Il fut le premier être humain né au sud de la convergence antarctique.

### Confirmation de la possession française et tentative d'exploitation
L'archipel n'est cependant pas habité à cette époque de manière permanente par des Français, ce qui laissait courir le risque d'une éventuelle prise de possession par un autre pays, comme l'Allemagne qui commençait à s'intéresser à l'archipel. Le président Sadi Carnot prend alors la décision de renouveler la souveraineté de la France sur ses terres australes et envoie l'aviso Eure en 1893, sous le commandement du capitaine de frégate Louis Édouard Paul Lieutard (en), réaliser une série de prises de possessions solennelles dans les terres australes françaises. Il mouille en premier à Port-Christmas le 1er janvier 1893, réitère la prise de possession française par vingt et un coups de canon, une levée des couleurs au mât et l'apposition d'une plaque indicative en cuivre portant l'inscription « EURE - 1893 » sur le site, avant de renouveler durant quinze jours ces opérations en différents lieux de l'archipel dont Port-Gazelle,.
La même année, le gouvernement concède aux frères Henry et René-Émile Bossière l'exploitation de l'archipel des Kerguelen pour cinquante ans. Ils tentent d'établir un élevage de moutons, sur le principe suivi aux îles Malouines, et l'exploitation des ressources en huile animale ; ces deux entreprises périclitent à l'orée du premier conflit mondial. L'exploitation des huiles animales se poursuit cependant jusqu'au milieu des années 1920. En décembre 1923, le naturaliste havrais Étienne Peau, missionné par les frères Bossière, se rend à Kerguelen à bord du navire citerne l'Oural pour effectuer des recherches scientifiques. Peau assiste avec indignation au massacre des éléphants de mer par les Norvégiens à qui les frères Bossière ont sous-traité leur activité, et au retour, l'Oural fait escale le 12 mai 1924 en Allemagne, à Brake, pour y décharger une cargaison d'huile de cétacés et d'éléphants de mer. Le rapport très critique que Peau adresse au ministre des Colonies incite le gouvernement français à créer en 1925 le premier parc naturel austral pour la protection des espèces animales des Kerguelen. L'usine baleinière de Port-Jeanne-d'Arc ferme définitivement en 1926.
En 1908-1909 (à bord du J.-B.-Charcot) puis en 1913-1914 (avec la Curieuse), le navigateur-écrivain Raymond Rallier du Baty et son frère Henri explorent les rivages, les baies et les terres de l'archipel pour établir la première toponymie officielle de ces terres. Le Havrais Étienne Peau accompagné de son fils Lionel mène une expédition scientifique entre décembre 1923 et mars 1924, au cours de laquelle il effectue de nombreuses observations dans les domaines de la météorologie, de la géologie et de la biologie. Le géologue Edgar Aubert de la Rüe, assisté par son épouse Andrée, entreprend l'étude géologique et géographique de l'archipel lors de quatre campagnes (1928-1929, 1931, 1949-1950, 1952) et poursuit les travaux de dénomination.
En 1924, les îles Crozet, Saint-Paul, Amsterdam et Kerguelen sont rattachées à l'administration du gouvernement général de Madagascar, comme districts des « îles Éparses » dépendant de la province de Tamatave.
Durant la Seconde Guerre mondiale, quelques navires corsaires allemands, dont l'Atlantis, feront relâche dans ses baies,. Des mines ont alors été posées par le croiseur britannique Australia dans divers secteurs dont le détroit de Tucker pour empêcher les corsaires allemands d'utiliser les Kerguelen comme point d'appui en les privant de bons mouillages. L'Atlantis s'échoue sur une roche du bassin de la Gazelle où il demeure du 8 décembre 1940 au 15 janvier 1941. Le Pinguin, qui avait capturé des navires norvégiens et le navire-usine Pelagos en Atlantique Sud, reste aux Kerguelen du 2 février au 24 mars 1941 face à Port-Couvreux. Le Komet (plus tard Météor) y ravitaille.
Devant les risques de voir la souveraineté de la France contestée, le gouvernement français fait adopter une loi en 1949 visant à implanter une base dans les îles.

### Zone de passage des courses autour du monde

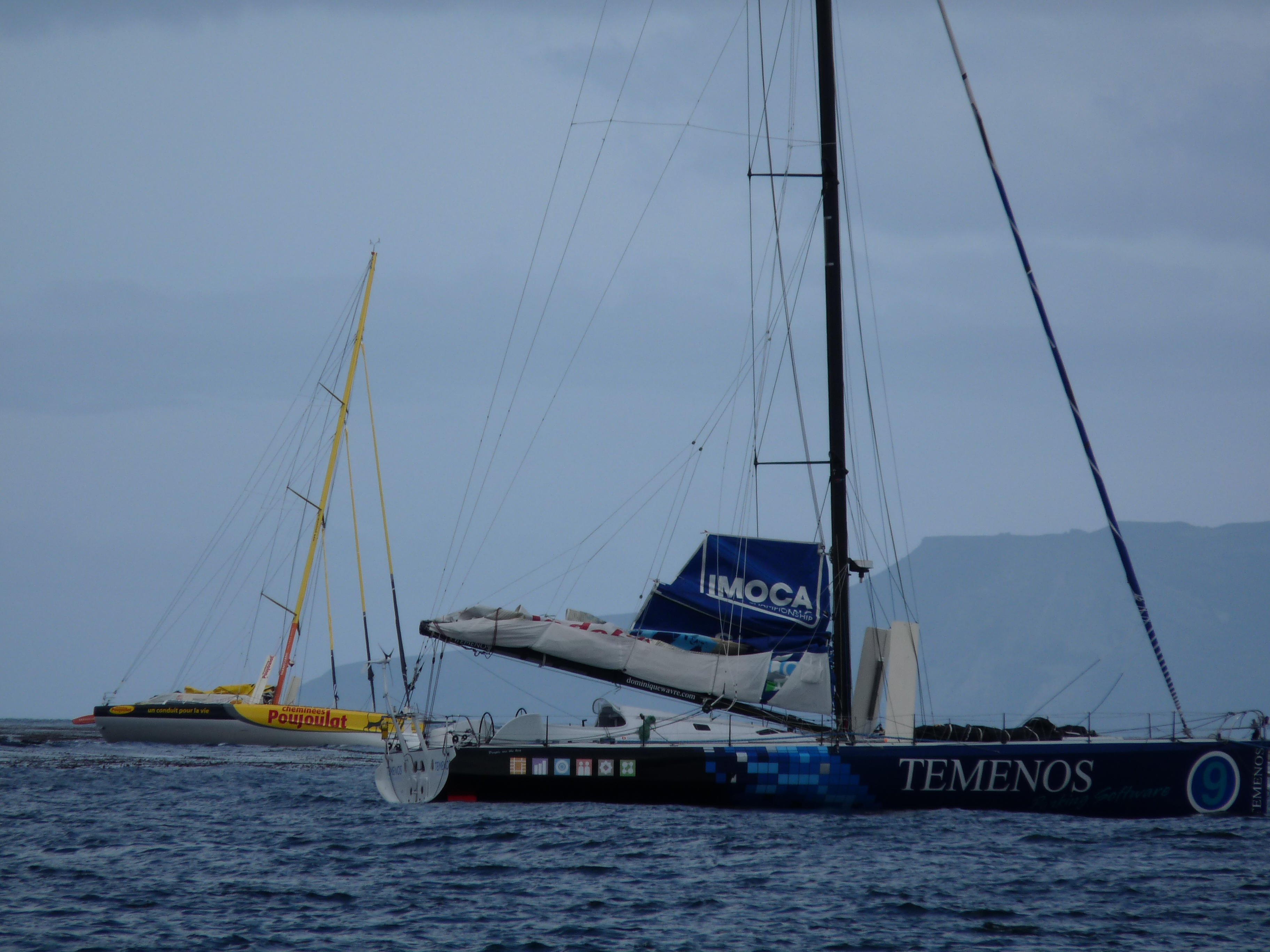
Deux bateaux du Vendée Globe 2008 au mouillage pour réparation face au Port-aux-Français : Temenos de Dominique Wavre et Cheminées Poujoulat de Bernard Stamm, ce dernier y échouera son bateau.

Les Kerguelen sont situées dans la zone de passage des courses à la voile autour du monde et certains skippers sont obligés d'y faire escale pour réparer. Ainsi en 1994, dans le BOC Challenge, Isabelle Autissier, après avoir démâté, remonte avec l'aide des hivernants un mât laissé à Kerguelen par un bateau de plaisance (mais elle fera naufrage quelques jours plus tard). Fin 2008, lors du Vendée Globe, Dominique Wavre sur Temenos et Bernard Stamm font escale devant Port-aux-Français pour réparer, mais ce dernier y échoue son bateau, Cheminées Poujoulat après que son mouillage a lâché (il sera ramené par le Marion Dufresne).

### Idées d'exploitation de l'archipel non abouties
Au début des années 1960, les Kerguelen furent envisagées, avec d'autres lieux d'outre-mer, comme site d'essais nucléaires.
En 2016, Nicolas Dupont-Aignan, président de Debout la France, reprend la vieille idée, épisodiquement relancée, d'une colonie pénitentiaire. Il y propose la création d'un « Guantánamo à la française », un bagne sous contrôle judiciaire dans lequel seraient envoyées les personnes condamnées pour terrorisme ; une proposition qu'il réitère régulièrement,.

## Administration

Drapeau des TAAF.

Logo des TAAF.

À la création, en 1955, des Terres australes et antarctiques françaises (TAAF), le siège fut provisoirement établi à Paris dans l'attente de pouvoir l'implanter sur le territoire. Kerguelen, en tant qu'archipel principal, constituait alors le district naturel d'accueil et Port-aux-Français serait devenu la capitale administrative du territoire. Ce transfert n'a jamais eu lieu et, en 1996, le gouvernement français décida de fixer le siège sur l'île de La Réunion. Les îles Kerguelen, comme les quatre autres districts des TAAF, sont ainsi administrées depuis la ville de Saint-Pierre-de-La-Réunion, sous l'autorité d'un administrateur supérieur qui exerce les fonctions de chef du territoire et qui jouit du rang de préfet.
Un chef de district (« disker » dans le jargon taafien) est le représentant dans l'archipel de l’administrateur des TAAF,. Un des rôles des chefs de district dans les TAAF est de diriger les bases qui s'y trouvent. Aux Kerguelen, cette fonction concerne essentiellement la base de Port-aux-Français.
Les Kerguelen, comme les autres territoires d'outre-mer, sont en outre associées à l'Union européenne en tant que pays et territoire d'outre-mer (PTOM).
Le budget du district est lié au budget général des TAAF, qui représente actuellement 26 millions d'euros.

## Activités

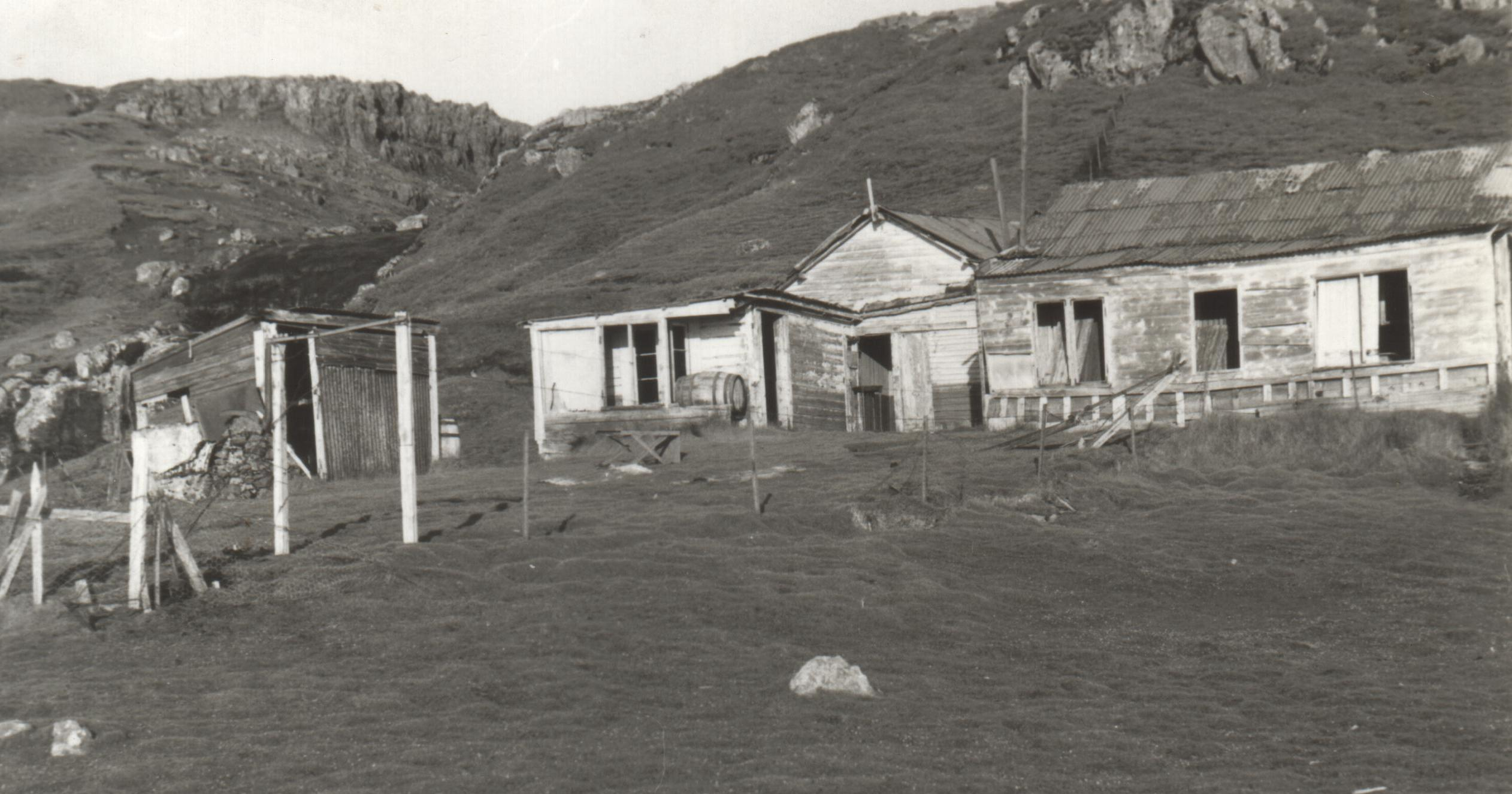
Ferme abandonnée de Port-Couvreux.

### Recherche scientifique
L'activité principale de l'archipel est la recherche scientifique :
- géologie, volcanologie, sismologie, géomagnétisme et pétrologie ;
- météorologie ;
- océanographie ;
- biologie, zoologie, botanique et écologie ;
- hydrographie ;
- médecine et biologie humaine ;
- ichtyologie.

Pour ce faire, la France a créé, en 1950, la station permanente de Port-aux-Français.
Les Kerguelen n'ont pas d'habitants permanents et n'abritent que le personnel de la base établie à Port-aux-Français (de 45 en saison d'hiver à 90 personnes en campagne d'été). En hiver, la population est typiquement composée :
- d'un chef de district ;
- d'une quinzaine de volontaires civils à l'aide technique[45] chargés de missions scientifiques, dont un coordinateur logistique, deux ornithologues, deux écologues, deux ingénieurs et cinq à six agents de la réserve naturelle ;
- d'une quinzaine de militaires détachés des trois armées ;
- de l'équipe de cuisine, composée d'un cuisinier, un second de cuisine et d'un boulanger-pâtissier ;
- du personnel contractuel assurant la rénovation et l'entretien technique des bâtiments et des routes ;
- du personnel de Météo-France (une personne) ;
- d'un médecin chef et un médecin adjoint[46].

La Curieuse N.O., navire affrété par l'Institut polaire français Paul-Émile-Victor, est attaché à l'archipel de 1983 à 2018 et sert de soutien logistique aux programmes scientifiques. Depuis 2018, ce soutien est assuré seulement par un chaland de 18 m de long et de 30 tonnes de charge, l'Aventure II.
Par ailleurs, en 1992, le Centre national d'études spatiales (CNES) a installé une station de poursuite de satellites, sur un plateau situé à 4 km à l'est de la base de Port-aux-Français.

### Kerguelen: une base d'études scientifiques

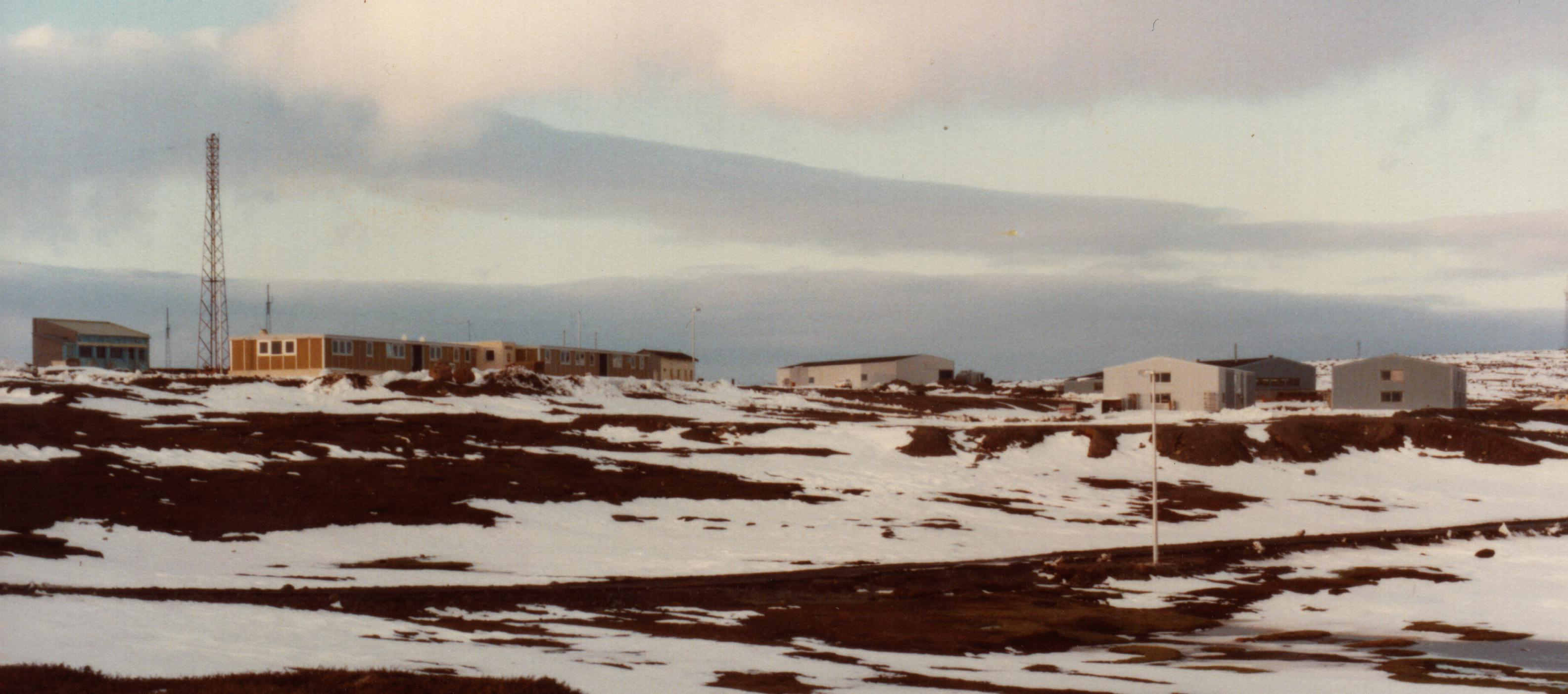
Port-aux-Français (îles Kerguelen) station permanente, vue partielle (1983).

Depuis sa création en 1950, la station permanente de Port-aux-Français a permis l'étude détaillée des îles et de leur environnement géophysique et géologique, de la faune marine et terrestre et de la flore. Depuis cette date, des missions annuelles assurent une permanence scientifique et technique sur l'archipel avec plus d'une centaine de personnes en été et une quarantaine en hiver, les navires Marion Dufresne puis, à partir de 1995, le Marion Dufresne 2 assurant les rotations depuis l'île de La Réunion.
En raison de l'indisponibilité du navire ravitailleur Marion Dufresne, le porte-hélicoptères Jeanne d'Arc, dont la campagne d'application traversait l'océan Indien, fait une escale inédite aux Kerguelen les 4 et 5 février 1990. À l’occasion de cette unique escale aux Kerguelen, des oblitérations spéciales du courrier postal sont émises pour marquer l'événement.

### Activités spatiales
Durant les années 1960, le Centre national d'études spatiales (CNES) effectue plusieurs missions dans les régions polaires grâce à de petites fusées-sondes afin de mieux connaître la haute atmosphère en haute latitude. En 1968, le CNES décide de mener une campagne de lancement depuis les îles Kerguelen, grâce à trois fusées-sondes Dragon, qui sont assemblées et tirées sur l'île. Le 15 mars 1968, la première des trois fusées décolle et culmine à plus de 350 kilomètres. Deux autres tirs similaires seront réalisés pendant les semaines suivantes.
En janvier et février 1975, une deuxième campagne est organisée en coopération avec l'Union soviétique car l'île est idéalement située sur la ligne de champ magnétique reliant Kerguelen à l'oblast d'Arkhangelsk. Ainsi, dans le cadre de ce programme nommé ARAKS deux fusées françaises Éridan sont tirées en direction d'Arkhangelsk. Elles ont pour mission de libérer suffisamment de charges électriques pour déclencher une aurore boréale en URSS. Les installations du cosmodrome de Plessetsk, situées à proximité, suivent la formation et l'évolution de ces aurores artificielles.
Par ailleurs, entre 1973 et 1981, les soviétiques mènent des campagnes de tirs d'une vingtaine de fusée-sondes M-100 chaque été austral. Au total, la fusée-sonde météorologique soviétique M-100 connaît 175 tirs à Kerguelen contre 11 tirs pour toutes les autres fusée-sondes lancées depuis Kerguelen. Quelques débris de ces fusées restent présents sur l'île.

### Agriculture et pêche
L'agriculture aux Kerguelen, très limitée, a essentiellement consisté en l'élevage extensif de 3 500 moutons sur l'île Longue pour l'alimentation des résidents et en la production sous serre de quelques légumes frais à Port-aux-Français. En 1911, Valérien Culet, un berger et « guide à touristes » de Bonneval-sur-Arc, accompagne le baron Pierre Decouz aux Kerguelen pour y mettre en place, à la demande des frères Bossière, personnalités havraises concessionnaires des îles australes françaises, l'élevage de moutons en liberté. En 1912, il n'y avait plus que des béliers sur l'île Longue, la population a donc dû disparaître dans les 3 à 5 ans suivants.
Dans la zone économique exclusive (ZEE) des 200 milles, la pêche à la légine est opérée par quelques navires d'armateurs français ou étrangers ayant acquitté un droit de pêche. Un patrouilleur, l'Albatros, ainsi que les frégates Nivose et Floréal de la Marine nationale française et un patrouilleur affrété par les Affaires maritimes, l'Osiris, assurent la surveillance de la zone économique pour l'ensemble des TAAF et ont pour mission de faire respecter les quotas de pêche et éviter les bateaux de pêche pirates.

### Pavillon des îles Kerguelen
Le registre des Terres australes et antarctiques françaises, dit pavillon des Kerguelen, est créé par la France en 1986 pour éviter l'immatriculation des navires des compagnies françaises sous pavillon de complaisance. Le pavillon va bénéficier d'une aide fiscale et de l'obligation faite aux raffineurs de posséder une capacité de transport maritime. Avec la création du registre international français (RIF) en 2005, le pavillon des Kerguelen se ferme aux navires de commerce. Ceux-ci ont alors jusqu'en 2007 pour passer sur le RIF. Depuis cette date, les bateaux immatriculés au registre des TAAF sont essentiellement des bateaux de pêche ou de plaisance,,.

### Résidence artistique «Atelier Des ailleurs»
Depuis 2011, une initiative de Frédéric Mitterrand alors ministre de la culture a lancé la création d’une résidence artistique bisannuelle « Atelier des Ailleurs », qui permet à deux artistes, immergés dans l’univers singulier des bases subantarctiques françaises, de mener à bien un projet artistique original, grâce à un partenariat entre l’Administration supérieure des Terres australes et antarctiques françaises (TAAF) et la Direction des affaires culturelles de La Réunion. Cette résidence vise à « artialiser »  des territoires français lointains et peu connus, jusqu’alors investis par les scientifiques : les îles Kerguelen et la base de Port-aux-Français, l’archipel Crozet et sa base Alfred-Faure, ou l’île Amsterdam avec la base Martin-de-Viviès.

## Faune et flore

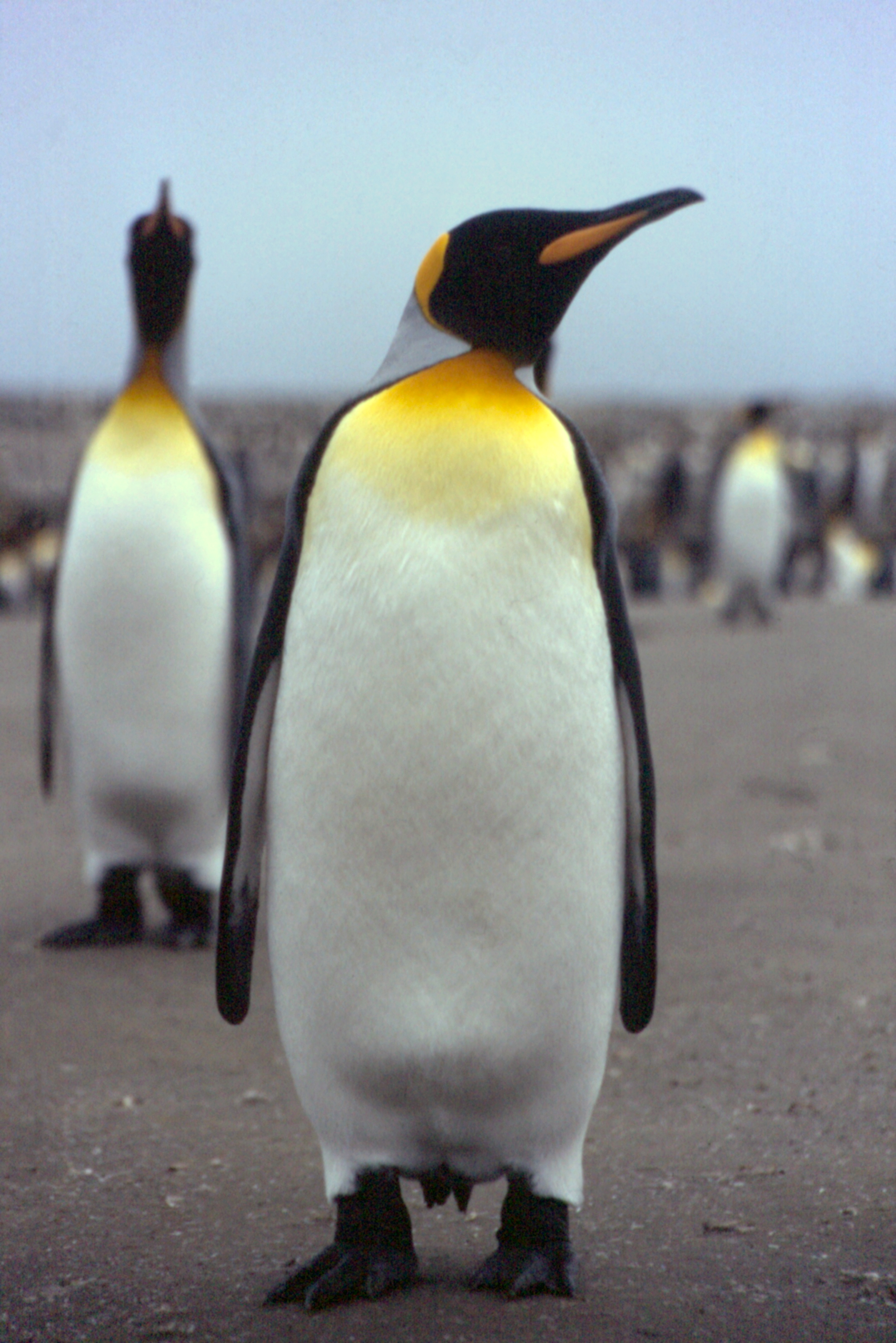
Manchots royaux.

Situées à la convergence antarctique où le mélange des eaux froides de l'Antarctique et des eaux plus chaudes de l'océan Indien stimule la production des chaînes alimentaires, les îles Kerguelen constituent un lieu privilégié de rassemblement de nombreux animaux océaniques, en particulier de ceux qui ont besoin de la terre ferme pour se reproduire.
Jusqu'au début du XXe siècle les chasseurs de phoques et de baleines ont fréquenté l'archipel principalement pour collecter l'huile d'éléphant de mer, de baleine et les fourrures d'otaries. Les populations animales se sont aujourd'hui reconstituées et les côtes accueillent à nouveau de nombreuses colonies d'oiseaux (albatros, manchots, pétrels, etc.) et de mammifères marins (éléphants de mer et otaries). Les eaux côtières sont fréquentées par des baleines à bosse et abritent une population résidente de dauphins de Commerson. Les écosystèmes de l'archipel doivent toutefois s'adapter à la présence d'espèces introduites par l'homme, notamment des rennes, des mouflons, des lapins (introduits en 1884), des chats, des rats et des souris, des truites et des saumons, divers invertébrés et quelques plantes comme les pissenlits. Si certaines de ces introductions ont été néfastes pour la faune et la flore locale, elles permettent paradoxalement d'améliorer la biodiversité de l'archipel. Les îles, y compris une portion importante des eaux territoriales, sont classées en réserve naturelle. La zone économique exclusive est quant à elle l'une des zones de pêche de la légine.

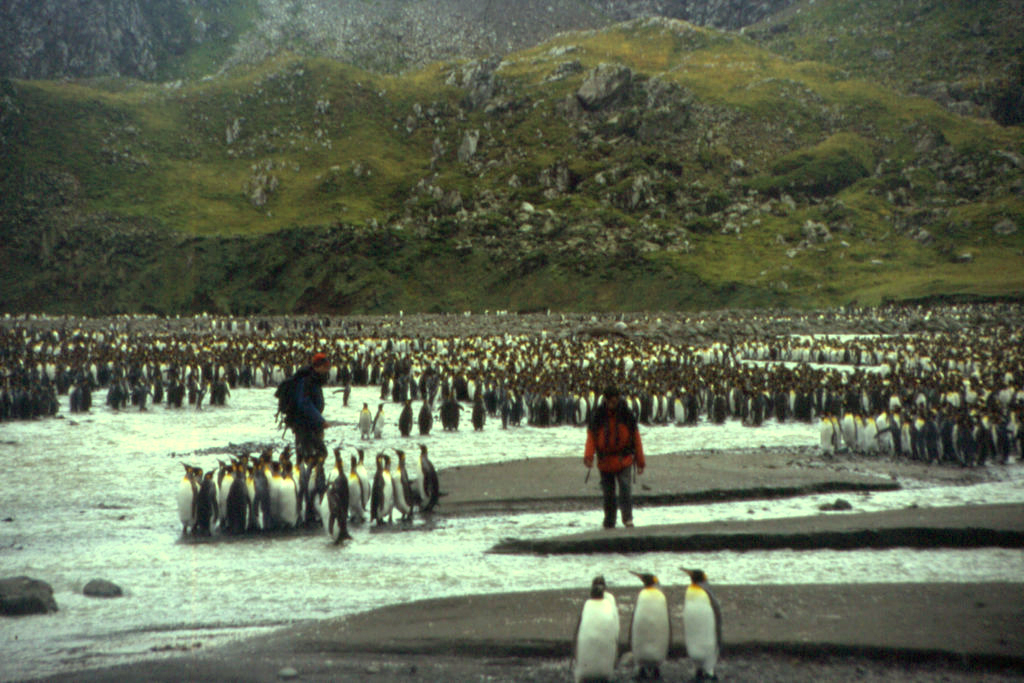
La plage du Feu-de-Joie et ses colonies de manchots.
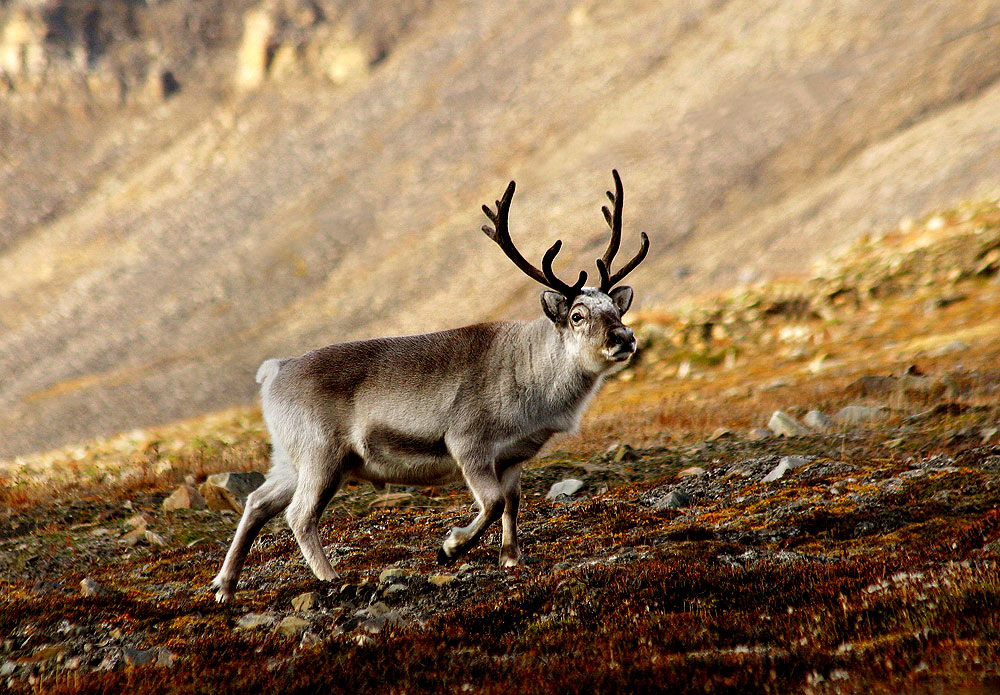
Les rennes introduits par l'homme.
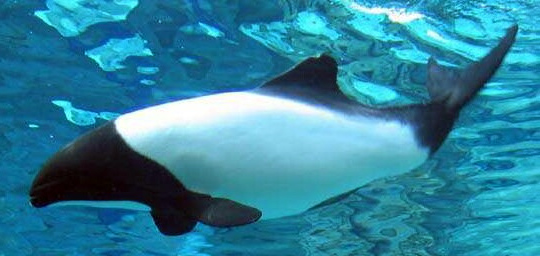
Dauphin de Commerson.
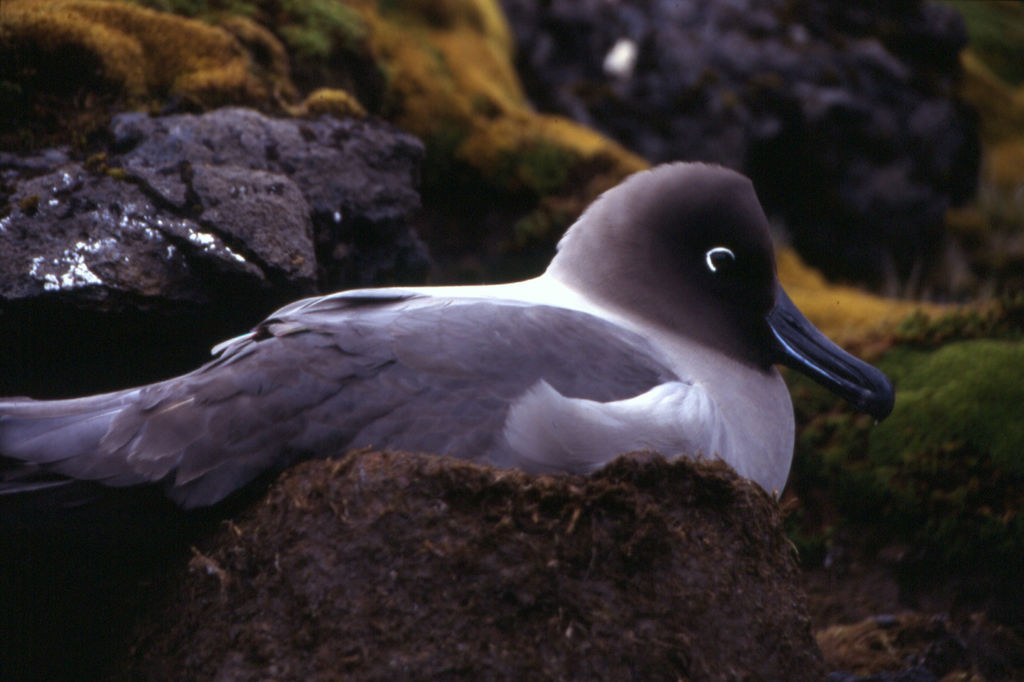
Albatros fuligineux.
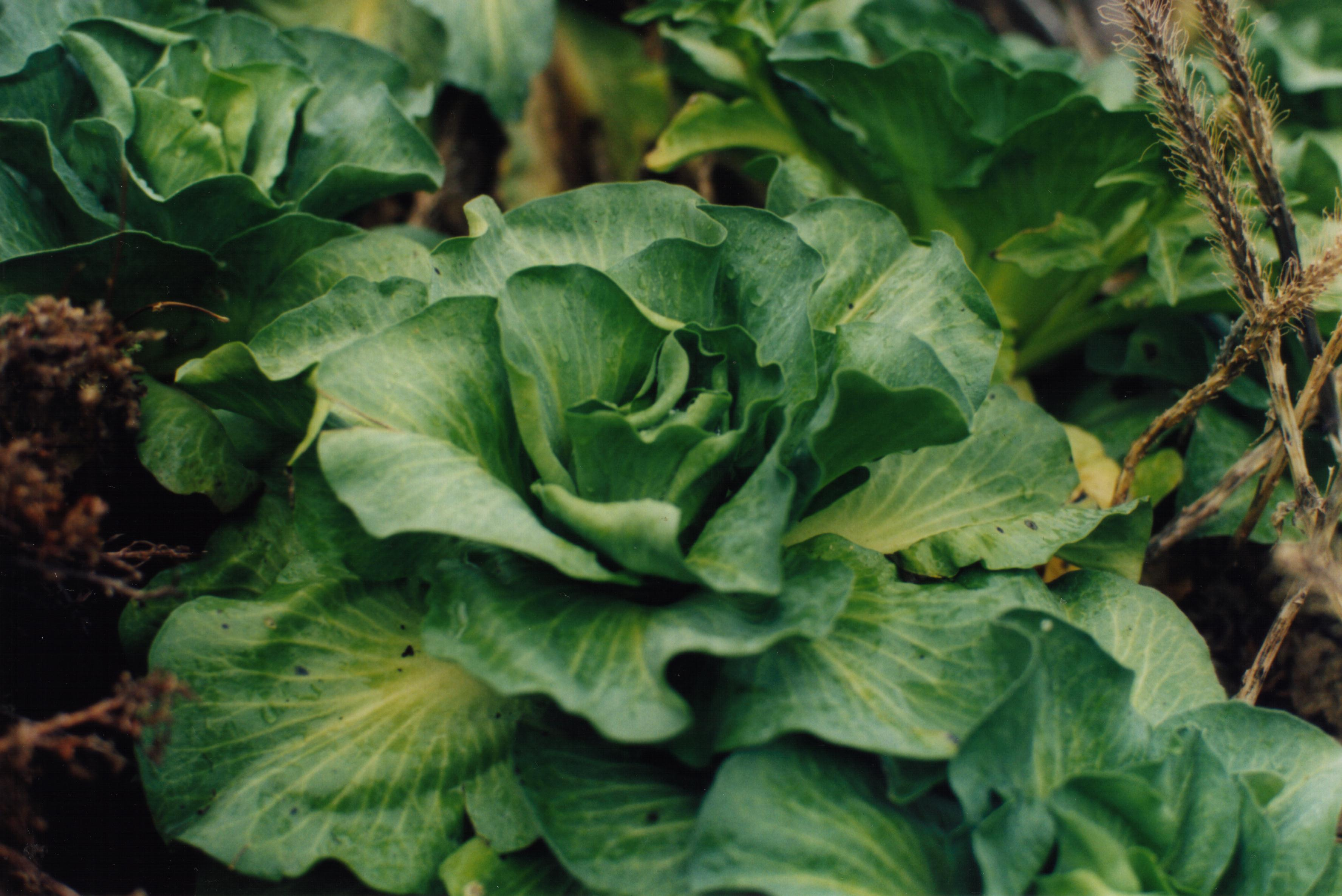
Choux de Kerguelen.

Le littoral accueille d'importantes colonies de reproduction d'éléphants de mer, de manchots royaux, de diverses espèces d'albatros ou de gorfous.
Les eaux environnantes sont caractérisées par la dominance de poissons de la famille des Nototheniidae, comprenant notamment la très convoitée légine dont « la pêche illicite a longtemps été un fléau pour la durabilité de l'espèce ». Dans le secteur des Kerguelen, cette pêche illégale a pu être éradiquée grâce aux efforts des autorités et des armateurs réunionnais opérant sur zone.
Les écosystèmes originaux ont cependant été profondément modifiés d'une part par la surexploitation des ressources (chasse baleinière et phoquière tout au long du XIXe siècle, pêche industrielle à la fin du XXe siècle) et d'autre part par l'introduction volontaire ou involontaire d'animaux exogènes qui se sont acclimatés : lapins, chats, rats, rennes, truites, etc.
La végétation terrestre, également très altérée par l'impact des lapins, est assez maigre, formant près du littoral des paysages de toundra, mais se réduisant le plus souvent, dès que la pauvreté du sol s'accentue ou que la rudesse du climat augmente avec l'altitude, à des touffes éparses au milieu d'étendues minérales ou à de discrètes colonies de lichens. On trouve des espèces emblématiques : le célèbre chou de Kerguelen (Pringlea antiscorbutica), Acaena magellanica qui forme les maigres prairies ou des plantes en coussin comme l'Azorelle (Azorella selago) et Lyallia kerguelensis, la seule espèce végétale endémique stricte des Kerguelen. Un des lichens les plus communs de l'archipel est Aspiciliopsis macrophthalma. Début 2008, l'UICN alertait sur le fait que 32 plantes « natives » devaient déjà faire face à 70 plantes récemment introduites par l'Homme dans l'archipel.
La végétation marine est en revanche très luxuriante, marquée par la présence de vastes forêts sous-marines de Macrocystis ou par une frange côtière de durvilléas.
En 2024, selon la Liste rouge des espèces menacées en France – Flore vasculaire des îles Kerguelen, UICN, l'espèce Elaphoglossum randii est classée « En danger critique ».

### Patrimoine mondial de l'UNESCO
La réserve naturelle nationale a été inscrite au patrimoine mondial de l'UNESCO, à l'unanimité par les 21 membres du comité, le 5 juillet 2019, sur les critères naturels VII, IX et X, à savoir qu'elle représente une aire d'une beauté remarquable, accueillant des processus biologiques et écologiques représentatif de l'évolution des communautés et des écosystèmes, grâce à l'isolement de ces îles, et enfin parce qu'elle participe à la conservation in situ des oiseaux marins et des mammifères marins,.

## Les Kerguelen dans les arts

### Littérature
- Edgar Allan Poe, Les Aventures d'Arthur Gordon Pym, 1838.
- Jules Verne, Le Sphinx des glaces (chapitres I à III), éditions Hetzel, Paris, 1897
- Raymond Rallier du Baty, Aventures aux Kerguelen, Première édition en anglais à Londres en 1910. Traduction française 2000 édition maritime et d'outre-mer  (ISBN 2-7373-2645-1)
- Valery Larbaud, Aux couleurs de Rome (chapitre « Le Gouverneur de [sic] Kerguelen »), 1938.
- Patrick O'Brian, L'Île de la Désolation, 1978
- Jean-Paul Kauffmann, L'Arche des Kerguelen, éditions Flammarion, 1992
- Jacques Nougier, Les Corsaires des terres australes, éditions de la Dyle, 1999,  (ISBN 90-76526-08-7).
- Patrick Robinson, Le Sous-Marin de la dernière chance, 1999,  (ISBN 2-226-10712-6)
- Françoise Sylvestre, Léone, éditions Orphie, Chevagny-sur-Guye, 2000,  (ISBN 2-87763-112-5)
- Axel Vachon, Les Seigneurs rebelles, ill. Daniel Lordey, Paris, éditions P. Téqui, coll. « Défi », 2006  (ISBN 978-2-7403-1251-3) ; Le Chemin des glaces, ill. Marion Raynaud de Prigny, Paris, éditions P. Téqui, coll. « Défi », 2008  (ISBN 978-2-7403-1398-5) ; Le Piège des cinquantièmes hurlants, ill. Daniel Lordey, Paris, éditions P. Téqui, 2009  (ISBN 978-2-7403-1063-2)
- Isabelle Autissier, Kerguelen : Le Voyageur du pays de l'ombre, éditions Grasset, 2006  (ISBN 2246672414)
- Cordwainer Smith, War No. 81-Q (La Guerre numéro 81-Q), 2007
- Olivier Bass, La Musique des Kerguelen, éditions La Découvrance, La Rochelle, 2009  (ISBN 978-2-84265-622-5)
- Emmanuel Lepage, Voyage aux îles de la Désolation, Futuropolis, 2011  (ISBN 978-2-7548-0424-0)
- François Garde, La Baleine dans tous ses états, chap. « Port-Jeanne-d'Arc », éditions Gallimard, 2015  (ISBN 978-2-07-077219-3) et Marcher à Kerguelen, éditions Gallimard, 2018  (ISBN 978-2-07-014885-1)
- Appollo, Gaultier. La désolation, édition Dargaud, 2021  (ISBN 2205085166)

### Chanson
- Lettre à Hélène, chantée par Dave, 1978
- Les Moutons, du groupe Matmatah, 1997
- Milo, du chanteur Dooz Kawa, 2020

### Cinéma
Dans Le Gendarme et les Gendarmettes (1982), l'adjudant Gerbert (Michel Galabru) peste contre son maréchal des logis chef Cruchot (Louis de Funès), le menaçant d'une mutation « à Maubeuge ou dans les îles Kerguelen ! Vous savez où c'est, vous, les îles Kerguelen ? ».